# Метаборат свинца(II)
Метаборат свинца(II) — неорганическое соединение,
соль свинца и метаборной кислоты
с формулой Pb(BO2)2,
бесцветные кристаллы,
не растворяется в воде,
образует кристаллогидраты.

## Получение
- Реакция оксида свинца(II) и раствора борной кислоты [2]:

{\displaystyle {\mathsf {PbO+2H_{3}BO_{3}\ {\xrightarrow {}}\ Pb(BO_{2})_{2}\downarrow +3H_{2}O}}}

## Физические свойства
Метаборат свинца(II) образует бесцветные кристаллы.
Не растворяется в воде.
Образует кристаллогидрат состава Pb(BO2)2•H2O, который разлагается при температуре 600°С.

## Применение
- Используется при изготовлении специальных стёкол [2].
- Компонент гидроизоляционных красок.
- Электропроводящие керамические покрытия.